# ベオグラード包囲戦 (1789年)
1789年のベオグラード包囲戦は、1789年9月15日から10月8日まで、いわゆる墺土戦争の一部としてベオグラードで起こった包囲戦である。
エルンスト・フォン・ラウドン元帥率いるオーストリア軍はベオグラード要塞でオスマン・パシャ率いるオスマン帝国軍を包囲し、疫病で大幅に妨げられながらも、3週間後に要塞を降伏させた。その後、平和条約によりオスマン帝国に返還する1791年までベオグラードを領有した。包囲戦で台頭したオーストリア兵は、その後のフランス革命戦争、ナポレオン戦争で重要な指揮をとった。
ロシア女帝エカチェリーナ2世の要請により、神聖ローマ皇帝ヨーゼフ2世はオーストリアとオスマン帝国との戦争を起こした。1788年、オーストリア軍は要塞1ヶ所といくらかの領土を占領したが、試みのほとんどは阻止された。同年8月、ヨーゼフ2世はラウドンをクロアチアの司令官に任命し、多少の成功を収めた。主力軍の司令官が病気になり、1789年7月末にヨーゼフ2世は司令官をラウドンに交代させ、ベオグラード占領の新たな司令官に任命した。
9月半ば、ラウドン軍はサヴァ川を渡り、兵士12万人と大砲200門とともにベオグラードを包囲し、月末には郊外からオスマン軍が一掃された。破壊的な砲撃を受け、オスマン・パシャは、駐屯兵がオスマンの要塞に自由に行くことを許すのと引き換えにベオグラードの明け渡しを交渉した。

## 余波

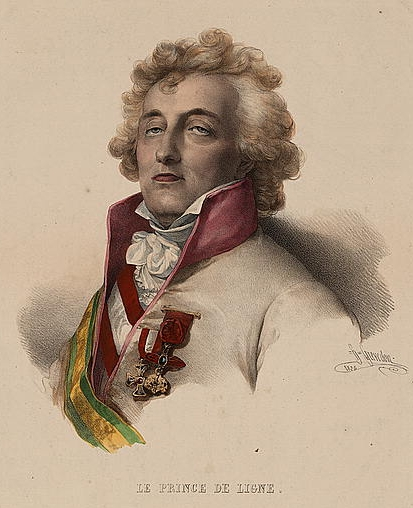
リーニュ公

ラウドン率いるオーストリア軍はスメデレヴォを占領して、オルショバを封鎖し、最終的に1790年4月に降伏させた。別のオーストリア軍も成功した。ザクセン＝コーブルク＝ゴータ公国はブカレストを占領し、フリードリヒ・ヴィルヘルム・ツー・ホーエンローエ・キルヒベルクはワラキア北部を占領し、Anton Lipthay de KisfaludはTimok valleyを制圧し、Stephan Mihaljevichはニシュを占領した。ウィーン市民は大喜びし、ヨーゼフ2世はラウドンをオーストリア軍大元帥に任じた。ベオグラード占領の8日後にリーニュ公シャルル・ジョゼフは、マリア・テレジア軍事勲章司令官十字章を受けた。しかし、まもなく皇帝は、ブラバント革命に関与していると誤解してリーニュ公を冷遇し、公は二度と軍事指揮をとることはなかった。また、オーストリアはまもなくプロイセン王国の脅威やロシアによる戦争への関心の喪失、オーストリア領ネーデルラントにおけるブラバント革命、帝国全体の問題に気を取られるようになった。
オーストリアの成功に嫉妬して、プロイセン王国はオスマン帝国と外交的に接触して攻撃的な同盟を提案した。ヨーゼフ2世はプロイセンの行動を警戒して軍をバルカン半島からボヘミアに移動させた。その年の末、ヨーゼフ2世はラウドンに対してボヘミアでプロイセンから守るために編成された15万人の軍を指揮するように命じた。しかし、ヨーゼフ2世は1790年2月28日に崩御し、弟のレオポルト2世が即位した。ラウドンもまた病気になり、ボヘミアの軍の指揮権をColloredoに継がせた後、1790年7月14日に亡くなった。その後、オーストリアとオスマンの休戦が1790年7月24日に成立し、1791年8月4日にシストヴァ条約が締結された。オーストリアはボヘミア北部の土地と引き換えにベオグラードと他の占領地をオスマン帝国に返還した。また、オスマン帝国は、ヤッシーの講和でロシア帝国と折り合いをつけ、この協定により、ロシアはドニエストル川東部のすべての占領地を引き続き占領した。

## 著名人

### オーストリア

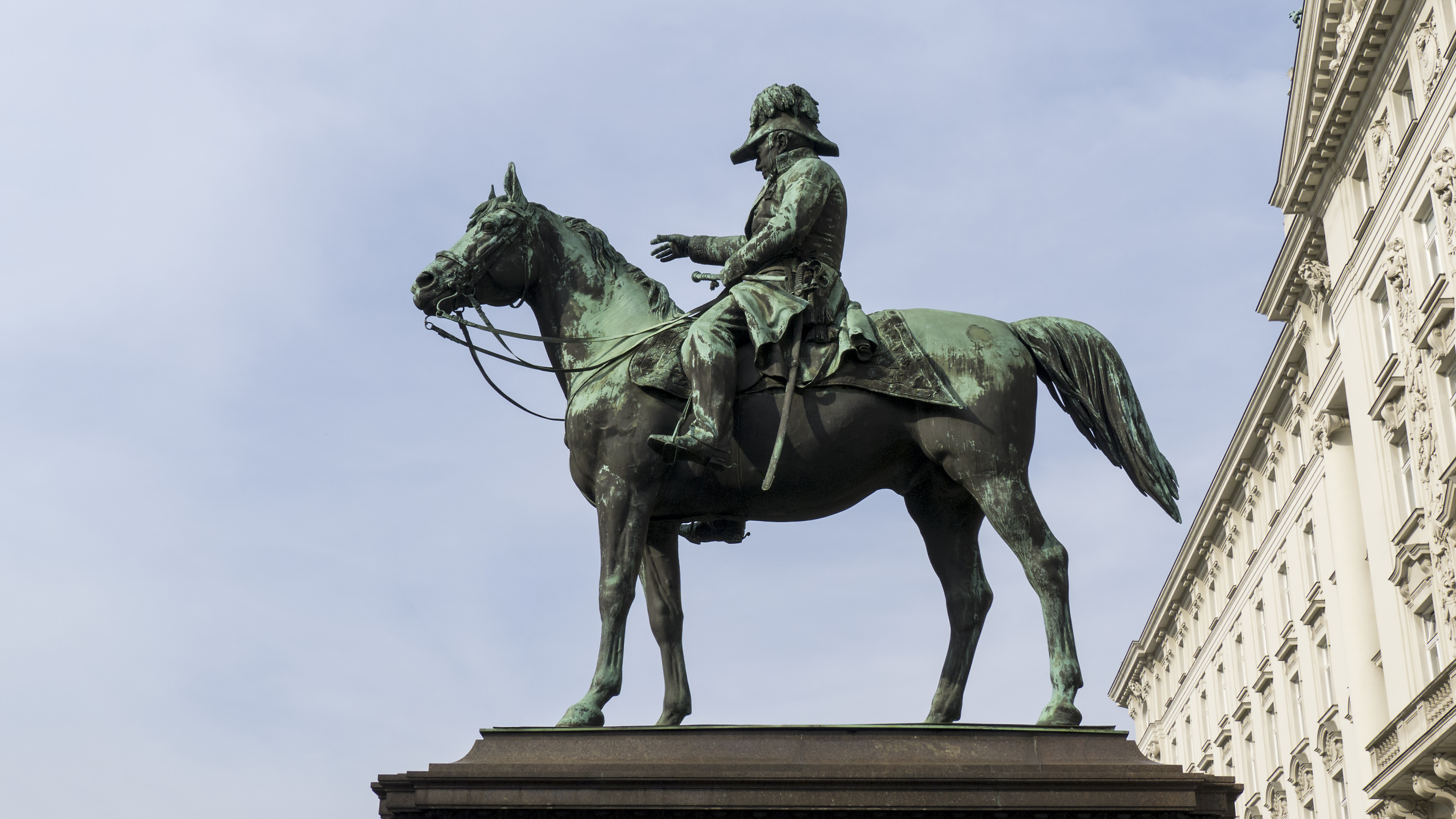
ヨーゼフ・ラデツキーは、1789年のベオグラード包囲戦で台頭した。

ベオグラードで注目すべき軍務を行った多くのオーストリアの士官は、1792年から1815年までのフランス第一共和政とフランス第一帝政との戦争で最高司令官に出世した。ウジェーヌ・ギヨーム・アルジャントーは、包囲戦においてラウドンの歩兵連隊第29連隊の大佐だった。技術系の仕事により、フランツ・フォン・ラウアーは将官に昇進した。包囲戦でAndreas O'Reilly von Ballinlough大佐はModena Chevau-léger連隊第13隊を指揮し、ハインリヒ15世は、Wenzel Colloredo歩兵連隊第56隊を率いた。ヨハン・ハインリヒ・フォン・シュミット少佐は参謀将校としてベオグラードで台頭した。1788年9月8日、ハインリヒ・フォン・ベレガルデ伯爵はBexaniaダムの安全管理のためにWurmser騎兵隊の一部隊を率いた。

## 芸術と文化

ベオグラードの旗

1791年、スティーヴン・ストレースは、ジェームス・コブによる英語のリブレットで3幕のコミック・オペラ「The Siege of Belgrade」を創作した。劇作家フリードリヒ・カイザーは、エルンスト・ギデオン・フォン・ラウドン元帥とオスマン・ハプスブルク戦争に関する演劇の脚本にベオグラード包囲戦に関する詳細な情報を含めた。
アラリック・アレクサンダー・ワッツによる詩「The Siege of Belgrade」は、以下のような出だしの文を持つ有名な頭韻詩の例である。
An Austrian army, awfully arrayed,
Boldly by battery besieged Belgrade
Cossack commanders cannonading come,
包囲戦が勃発する直前、ヴォルフガング・アマデウス・モーツァルトは「the La Bataille K. 535（“Die Belagerung Belgrads”としても知られる）」を作曲した。過去の包囲戦に触発された可能性が最も高いとされた一方で、戦争努力の支援のために作曲されたと主張する研究者もいる。